# Get Ready (album de New Order)
Pour les articles homonymes, voir Get Ready.
Albums de New Order
Republic
(1993) Waiting for the Sirens' Call
(2005)
Get Ready est le septième album du groupe britannique New Order, sorti en 2001 et comprenant dix titres. Nicolette Krebitz est le modèle visible sur la pochette de l'album et celles des simples qui en sont issus.

## Titres
Toutes les chansons sont écrites et composées par New Order (Gillian Gilbert, Peter Hook, Stephen Morris et Bernard Sumner).
| No  | Titre            | Durée |
| --- | ---------------- | ----- |
| 1.  | Crystal          | 6:51  |
| 2.  | 60 Miles An Hour | 4:34  |
| 3.  | Turn My Way      | 5:05  |
| 4.  | Vicious Streak   | 5:40  |
| 5.  | Primitive Notion | 5:43  |
| 6.  | Slow Jam         | 4:53  |
| 7.  | Rock The Shack   | 4:12  |
| 8.  | Someone Like You | 5:42  |
| 9.  | Close Range      | 4:13  |
| 10. | Run Wild         | 3:57  |